# Kacper Tobiasz
Kacper Tobiasz (Płock, Polonia, 4 de noviembre de 2002) es un futbolista internacional polaco que juega de portero en el Legia de Varsovia de la Ekstraklasa.

## Trayectoria
Nacido en Płock, Kacper Tobiasz se unió a las categorías inferiores del club varsoviano SEMP Ursynów. En 2018 fichó por la cantera del Legia de Varsovia, dando el salto al primer equipo durante la temporada 2020-21, aunque sin debutar en la Ekstraklasa. A finales de ese mismo año renovó con el equipo del voivodato de Mazovia hasta 2023. El 24 de julio de 2021, durante la primera jornada de la temporada 2021-22, Tobiasz disputó su primer partido como profesional en la victoria en casa por 1-0 sobre el Wisła Płock. Tobiasz disputó cuatro encuentros con el Legia antes de febrero de 2022, cuando durante el mercado de invierno se anunció su incorporación como cedido al Stomil Olsztyn de la I Liga de Polonia hasta final de temporada. Con el club masuriano participó en trece partidos, debutando el 26 de febrero en el empate por 1-1 a domicilio ante el Korona Kielce. El arquiero regresó a la capital polaca para la temporada 2022-23, siendo nombrado primer guardameta del club Legioniści por delante de Dominik Hładun y Cezary Miszta. El 3 de mayo de 2025 acumuló 100 partidos vistiendo la elástica del Legia.

## Selección nacional
Entre 2021 y 2022, Tobiasz fue convocado con la selección sub-20 de Polonia en cuatro ocasiones, debutando el 11 de octubre de 2021 en la victoria por 1-5 frente a Noruega. El 18 de agosto de 2022 fue convocado por primera vez por la selección de fútbol sub-21 de Polonia, jugando su primer partido el 23 de septiembre de 2022 en la derrota por 0-1 contra Grecia, donde además ejerció como capitán del equipo. Con el seleccionador Adam Majewski se convirtió en un regular de la selección sub-21, acumulando 14 encuentros como internacional. Czesław Michniewicz llamó a Tobiasz para la preselección de la selección absoluta organizada en Catar antes de la Copa Mundial de Fútbol de 2022, aunque sin entrar en la lista definitiva para disputar el Mundial.

## Palmarés

### Títulos nacionales
| Título               | Club              | País    | Año  |
| -------------------- | ----------------- | ------- | ---- |
| Ekstraklasa          | Legia de Varsovia | Polonia | 2021 |
| Copa de Polonia      | Legia de Varsovia | Polonia | 2023 |
| Supercopa de Polonia | Legia de Varsovia | Polonia | 2023 |
| Copa de Polonia      | Legia de Varsovia | Polonia | 2025 |
| Supercopa de Polonia | Legia de Varsovia | Polonia | 2025 |